# Вермут, Гиль
Гиль Вермут (ивр. גיל ורמוט‎; 5 августа 1985, Хайфа, Израиль) — израильский футболист, нападающий. Выступал в сборной Израиля.

## Биография

### Клубная карьера
Вермут начал свою карьеру в молодёжной команде «Хапоэль» Хайфа, в 2005 году, в основном её составе. В своём первом сезоне, его команда вылетела в первую израильскую лигу. В 2005 году он переходит в «Хапоэль» Тель-Авив, где, как атакующий полузащитник, сразу находит своё место в составе. В том же году «Хапоэль» Тель-Авив выигрывает Кубок Израиля, переиграв в финальном матче «Бней Иегуда» со счётом 1:0. Другой важной вехой в карьерном росте стало участие в европейских клубных турнирах — впервые вышел на «европейское» поле 19 октября 2007 года в Кубке УЕФА, в игре против «Панатинаикоса» в Афинах, Греция. В той игре Вермут вышел на 68-й минуте на замену Ибезито Огбонне, но команда всё равно уступила со счётом 0:2.
В начале сезона 2007/08 Гиль Вермут переехал в Бельгию и подписал контракт с «Гентом». В том сезоне команда выступила в чемпионате страны достаточно успешно, кроме того, вышла в финальную часть Кубка Бельгии, где проиграли 2:3 в игре в «Андерлехтом». Проведя всего лишь один сезон в Бельгии, Вермут вернулся в «Хапоэль» Тель-Авив. В первый сезон после возвращения команда завершила сезон, заняв второе место, в шести очках позади «Маккаби» Хайфа.
Сезон 2011/12 Гиль Вермут начал уже в стане футбольного клуба «Кайзерслаутерн», в Первой Бундеслиге германского футбола, подписав с лаутернцами контракт до 2015 года.

### Карьера в сборной Израиля
Дебют спортсмена в израильской сборной произошёл 28 марта 2009 года, когда Гиль просоединился к команде в квалификационном этапе Чемпионата мира по футболу 2010 в Южной Африке. В матче против Греции он вышел на 85-й минуте на замену Тамиру Коэну.